# Eugène Freyssinet
Eugène Freyssinet, född 13 juli 1879, död 8 juni 1962, var en fransk arkitekt och betongtekniker.
Eugène Freyssinet var den förste, som teoretiskt genomarbetade den förspända armerade betongens problem, vilket skedde i arbetet Une révolution dans les techniques du béton (1936). Han gjorde sig även känd som konstruktör av betongbroar med stora spännvidder.